# Тама
Тама, насупрот светлости, схваћена је као недостатак осветљења или одсуства видљиве светлости.
Људи не могу да разликују боје у условима високог осветљења или таме. У условима недовољног осветљења, опажање је ахроматско и на крају црно. Емотивни одговор тами изазвао је метафоричку употребу термина у многим културама.
Потпуна тама је када је Сунце више од 18 степени испод хоризонта.

## У науци

### Опажање
Опажање мрака разликује се од потпуног одсуства светлости због ефекта слике након опажања. Током опажања, око је активно, а део мрежњаче ствара додатну слику након опажања.

## У култури

### Поезија
Употреба таме као реторичког уређаја има дугогодишњу традицију. Шекспир, радећи у 16. и 17. веку, направио је карактер који се назива „принц таме” (Краљ Лир) и дао му тамне чељусти с којима ће прождрети љубав (Сан летње ноћи). Џефри Чосер, енглески писац Кентерберијских прича из 14. века, написао је да витезови морају да одбаце „дела таме”.
У Божанственој комедији, Данте Алигијери је описао пакао као „солидну таму”.

### Језик
У Староенглеском постоје три речи које су могле означавати таму: heolstor, genip, и sceadu.